# Кръстьо Андонов
Кръстьо Бинев Андонов (Антонов) е български общественик, просветен деец, етнограф и поет.

## Биография
Кръстьо Андонов е роден през 1888 година в прилепското село Витолище, тогава в Османската империя, днес в Северна Македония.  Негов баща е Бине Антонов, възпитаник на Солунската българска мъжка гимназия, а брат му е Стоян Антонов. Учи в Битолската българска класическа гимназия, след което преподава в родното си село и в Полчища. Убит е през 1918 година в края на Първата световна война от сръбски войници на път от родното си село за Живово.
В Държавна агенция „Архиви“ се съхраняват негови писмо, стихосбирка с революционни стихотворения, както и очерк за областта Мариово, а също и биографични бележки за него и баща му от Симеон Попстефанов.